# Ernst Giese
Ernst Friedrich Giese (16. dubna 1832 Budyšín – 12. října 1903 Charlottenburg) byl známý německý architekt a profesor na düsseldorfské Akademii umění a na Technické univerzitě Drážďany. Oceněn byl mj. titulem tajný rada.

## Život
Narodil se a vyrostl v lužickém Budyšíně, vystudoval polytechnický institut v Drážďanech i tamější Akademii výtvarných umění. V letech 1855–1858 byl na studijním pobytu v Itálii. Poté se vrátil do Drážďan a pracoval jako architekt ve společné kanceláři s Bernhardem Schreiberem. 1866 byl jmenován profesorem na Akademii výtvarných umění v Düsseldorfu, protože to ale nenaplnilo jeho očekávání, roku 1872 se opět vrátil do Drážďan, kde začal spolupracovat s Friedrichem O. Hartmannem. Po dvou letech se rozdělili a Giese založil s Paulem Weidnerem kancelář Giese & Weidner, která existovala dalších 17 let.
Profesorem architektury na drážďanské Polytechnice (až od roku 1890 s názvem Technická univerzita Drážďany) byl jmenován v roce 1878. Po roce 1891 ukončil spolupráci ve společnosti Giese & Weidner a spolu se svým synem založil Giese & Son. O rok později byl jmenován plnoprávným členem Pruské akademie umění.

## Dílo
Spolu s Paulem Weidnerem navrhl a dal v letech 1892–1897 postavit drážďanské hlavní nádraží, které bylo během druhé světové války skoro zničeno a opraveno bylo roku 1955. Kromě toho např. projektoval düsseldorfské městské divadlo, lázeňský dům v Löbau, vilu „Barteldes“ v Drážďanech nebo luteránský kostel tamtéž.